# جرج نای
جرج نای (انگلیسی: George Nigh؛ ۹ ژوئن ۱۹۲۷ – ۳۰ ژوئیه ۲۰۲۵) یک سیاست‌مدار اهل ایالات متحده آمریکا بود.